# Château Fabert
Ne doit pas être confondu avec Château Faber.
Le château Fabert est un édifice situé dans la commune française de Moulins-lès-Metz, en Moselle.

## Histoire
Les campagnes de construction vont du XVe siècle au XVIe siècle. Au cours du siège de Metz de 1489, le duc René II de Lorraine occupe le château, qui devient une base arrière, pour ses troupes. Une armée,  d'environ 400 cavaliers et 6000 fantassins, est envoyée par les paraiges messins pour déloger les troupes ducales. Elle doit s’arrêter aux portes de Moulins, face aux tirs nourris de l'artillerie lorraine. Depuis le château, le duc René dirige le siège, poursuivant son encerclement méthodique de Metz. Le château de la Horgne et celui de la Grange-aux-Ormes sont incendiés, comme les villages de Scy et de Chazelles. Le gibet du mont Saint-Quentin, symbole du droit de justice de la cité messine, est aussi détruit. Finalement, après de nombreuses exactions sur les populations du Pays messin, le duc de Lorraine doit se retirer, sans gloire, ni victoire.
Les façades et les toitures de l'édifice sont aujourd'hui  inscrites au titre des monuments historiques par arrêté du 9 avril 1990.